# France Onič
Franc Onič, slovenski pesnik, * 29. januar 1901, Petrovče, † 4. april 1975, Ljubljana.
Onič je leta 1929 diplomiral iz biologije na ljubljanski univerzi, ter nato služboval kot gimnazijski profesor na Štajerskem. Med drugo svetovno vojno so ga okupatorji pregnali v Srbijo, po vojni pa je bil v Ljubljani med drugim ravnatelj gimnazije na Šubičevi ulici.
Kot pesnik je bil Onič v začetku ekspresionist. S pesmimi je sodeloval pri Treh labodih, Lepi Vidi in Ljubljanskem zvonu, ter leta 1924 objavil pesniško zbirko Darovanje. Njegova poznejša lirika, zlastih v Novih obzorjih, vsebujen socialne, izpovedne in ljubezenske motive. Že natisnjene in nekaj novih pesmi je leta 1959 zbral v zbirki Luči na obali. Tretja zbirka Iz vrtov ljubezni je izšla 1963, četrta Osviti pa leta 1974. Na pesmi zbrane v zadnji zbirki so že vplivali moderni eksistencialni in asociativni tokovi v slovenski liriki. Onič je pisal tudi kritike. 